# Bruno von Natzmer
Bruno Karl Louis von Natzmer (* 24. Januar 1831 in Siedkow; † 9. Juni 1867 in Houston) war ein preußischer Söldnerführer und von 1853 bis 1857 Generalinspekteur der nicaraguanischen Armee.

## Leben
Natzmers Biographie ist trotz seiner Rolle in der mittelamerikanischen Geschichte des 19. Jahrhunderts bislang wenig erforscht, daher sind die gesicherten Kenntnisse über sein Leben sehr lückenhaft.
Bereits seine Herkunft ist unklar. Geboren wurde Natzmer vermutlich als Sohn des pommerschen Rittergutsherrn Ludwig Karl von Natzmer (auch: Carl Louis von Natzmer) und dessen Ehefrau Emilie Auguste geb. von Stempel. Die Familie war verwandt mit dem Adelsgeschlecht Kleist.
Als junger Mann diente Natzmer zunächst als Fähnrich der Husaren in der preußischen Armee, ehe er sich 1851 mit anderen Deutschen nach Costa Rica begab und dort ins Handelshaus des Grafen Hermann zur Lippe eintrat. Dort erwarb er sich den Ruf der Unzuverlässigkeit und moralischen Verkommenheit, verschuldete sich und beging Diebstahl.
Natzmer floh wegen der drohenden Konsequenzen aus Costa Rica nach Nicaragua, wo er 1855 auf den US-amerikanischen Söldnerführer William Walker traf, der die Absicht verfolgte, die Herrschaft über das Land zu erobern. Walker war von Natzmers Fähigkeiten beeindruckt, da der Preuße über eine Offiziersausbildung verfügte, sich als gebildet erwies und mehrere Sprachen beherrschte. Zudem erwies er sich auch in der Praxis als äußerst fähiger Befehlshaber. Nachdem Walker die Macht in Nicaragua an sich gerissen hatte, ernannte er Natzmer 1853 im Rang eines Obersten zum Generalinspekteur der nicaraguanischen Armee. Zugleich war Natzmer als Militärbefehlshaber von Léon mit unbegrenzten Vollmachten der Zivilverwaltung vorgesetzt und konnte seine Macht nach Belieben ausüben.
In der Zweiten Schlacht von Rivas am 11. April 1856 führte Natzmer die Second Rifles von Walkers Söldnerheer gegen die costa-ricanischen Truppen ins Gefecht. Die Niederlage in dieser Schlacht leitete den Zusammenbruch von Walkers Herrschaft über Nicaragua ein.
Als Walkers verbliebene Truppen Ende April 1857 in Granada von den vereinigten Armeen Honduras, Guatemalas und San Salvadors eingeschlossen war, entkam er mit einer kleinen Zahl ausgewählter Offiziere am 1. Mai an Bord des US-Kriegsschiffs St. Mary’s aus der belagerten Stadt; zu seinen Begleitern gehörte auch Natzmer.
Am 14. November 1857 brach Walker von Mobile per Schiff zu einer erneuten Expedition auf, um die Herrschaft über Nicaragua wiederzuerlangen. Natzmer begleitete ihn als einer von sechs Offizieren, die die zweihundert Freiwilligen führen sollten. Er landete am 25. November in San Juan de Nicaragua und nahm die Stadt als Operationsbasis ein, doch diesmal intervenierte das Home Squadron der US-Marine unter Hiram Paulding. Walker und seine Gefolgsleute, unter ihnen Natzmer, wurden wegen Verletzung der amerikanischen Neutralität arretiert und in die USA zurückgebracht.
Im Februar 1859 begab sich Natzmer zusammen mit Walker nach San Francisco, um dort erneut Freiwillige für eine weitere Expedition nach Nicaragua anzuwerben. Mitte 1859 schickte Walker Natzmer zum Isthmus von Tehuantepec voraus, wo der Preuße eine Operationsbasis einrichten und Vorbereitungen treffen sollte. Er konnte diese Aufgabe aber nicht erfüllen, da Walker ihm nicht die erforderlichen Geldmittel zukommen ließ.
An Walkers Landung in Honduras 1860 hatte Natzmer keinen Anteil mehr. Sein weiteres Schicksal ist nicht eindeutig fassbar; er heiratete – vermutlich in Nicaragua – Trinidad Torres de la Torre und ließ sich mit ihr in Houston nieder, wo er 1867 verstarb.

## Darstellung im Film
In dem Film Walker von 1987, der eine surreal-satirische Darstellung von William Walkers Söldnerkrieg in Nicaragua ist, wird Natzmer als kalt-berechnende Gestalt ohne nennenswerte moralische Skrupel gezeigt, stets in eine hellblaue Husarenuniform gekleidet. Entgegen der historischen Realität – die in diesem Film allerdings als Stilmittel ständig bewusst gebrochen wird – stirbt Natzmer hier während des Zusammenbruchs der Söldnerherrschaft durch die Hand von Walkers Geliebter.